# Auve
Auve [ov] ist ein Dorf und eine Gemeinde mit 313 Einwohnern (Stand: 1. Januar 2022) im französischen Département Marne in der Region Grand Est. Die Gemeinde gehört zum Kanton Argonne Suippe et Vesle und zum Arrondissement Châlons-en-Champagne. 

## Lage
Die Gemeinde Auve liegt in der Champagne sèche, der „trockenen Champagne“. Hier befindet sich die Quelle des Flusses Auve.
Auve ist umgeben von folgenden Nachbargemeinden:
|                  | La Croix-en-Champagne                       | La Chapelle-Felcourt |
| Tilloy-et-Bellay | Kompassrose, die auf Nachbargemeinden zeigt | Saint-Mard-sur-Auve  |
| Somme-Vesle      |                                             | Herpont              |

## Bevölkerungsentwicklung
| Jahr                       | 1962 | 1968 | 1975 | 1982 | 1990 | 1999 | 2008 | 2018 |
| -------------------------- | ---- | ---- | ---- | ---- | ---- | ---- | ---- | ---- |
| Einwohner                  | 313  | 285  | 254  | 241  | 229  | 219  | 235  | 302  |
| Quellen: Cassini und INSEE |      |      |      |      |      |      |      |      |

## Sehenswürdigkeiten
- Liste der Monuments historiques in Auve

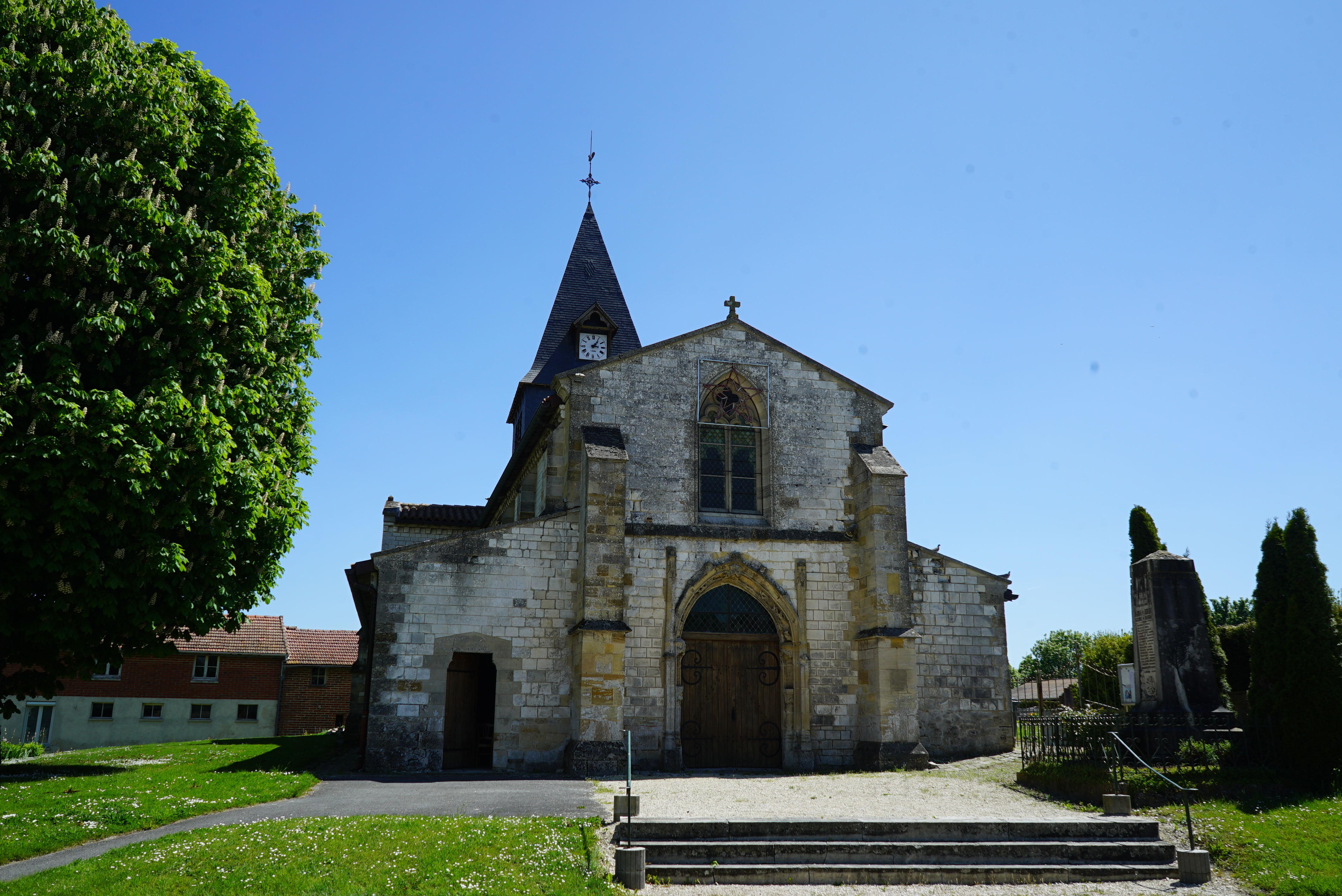
Kirche Saint-Martin, Monument historique seit 1916